# Kaple Panny Marie (Stožec)
Kaple Panny Marie nebo také Stožecká kaple je dřevěná poutní kaple nacházející se ve smíšených lesích u Českých Žlebů na území obce Stožec na Volarsku ve výšce 950 m n. m. Nad kaplí je Stožecká skála (974 m n. m.), z níž je při jasném počasí vidět obec Stožec a část Šumavy. Kaple je chráněná jako kulturní památka.

## Historie
Původní dřevěnou kapličku postavil v roce 1791 volarský kovář Jakub Klauser, jakožto díkůvzdání za prozření, když si omyl v prameni oči, jak praví legenda. Posvěcena byla a první mše svatá uskutečněna 24. července 1865. V roce 1791 byla kaplička postavena ze dřeva a v roce 1804 z kamene a dřeva. Krátce poté se kaple po dlouholetém sporu o právo z užitku okolních lesů dostala z vlastnictví města Volary do krumlovského majetku Schwarzenbergů, kteří ji svěřili do užívání obce České Žleby. Volarští zázračný mariánský obraz ze Stožecké kaple přenesli do Volar, kde pro něj farář Riegler nechal postavit v roce 1818 při kostelu postranní kapli, při velkém požáru města v roce 1863 však byl zničen. Českožlebští nechali v roce 1815 namalovat nový obraz, jehož autorem byl patrně volarský malíř Ignác Schraml, který maloval i obraz předchozí. Již v průběhu první poloviny 19. století se lesní kaple těšila značné oblibě, přicházeli k ní poutníci z okolních měst, městeček a vesnic české i bavorské strany Šumavy. Velká procesí se konala zejména na 15. srpna, na svátek Nanebevzetí Panny Marie. Proto byla kaple v roce 1867 prodloužena o přístavek. V roce 1920 přišlo na pouť až 5 tisíc lidí.
V roce 1946 byla kaple opuštěna, ponechána svému osudu. Finanční stráž byla nahrazena  Pohraniční stráží a na lokalitu byl silně omezen přístup. Kaple v horských klimatických podmínkách značně chátrala a zbyly z ní jen trosky. V letech 1987–1988 však byla obnovena zásluhou pana Jana Kocourka z Prachatic. V té době zde byly rovněž konané režimem tolerované bohoslužby, vždy pod „dohledem bdělých očí“ StB z Prachatic. Slavnostní otevření obnovené kaple proběhlo 9. listopadu 1988 a znovuvysvěcení pak 25. srpna 1990 tehdejším českobudějovickým biskupem a pozdějším kardinálem Miloslavem Vlkem. Dnes se ke Stožecké kapli konají každoroční pravidelné poutě, hlavní pouť se koná vždy nejbližší neděli k 15. srpnu. Při úpatí kaple je upravená studánka s pramenem.
Od roku 2019 vede ke kapli od Českých Žlebů obnovená křížová cesta.
Věrná kopie stožecké kaple byla v letech 1983–1985 postavena v nedalekém Phillippsreutu (hraniční přechod ČR–SRN Strážný/Phillippsreut).

## Okolí
Tato lokalita byla již v roce 1989 prohlášena za chráněný přírodní výtvor, později se jednalo o přírodní památku Stožecká skála, od roku 2017 jde o I. zónu národního parku. Pramen se studánkou je vpravo, těsně pod kaplí. Směrem ze Žlebů se nachází státní hranice ČR a SRN, asi 3 km po bývalé Zlaté stezce, kam už se po roce 1948 nesmělo bez speciálního povolení. Pozdější osídlení nehostinné oblasti a bývalý režim umožnily zachovat stovky hektarů pralesa. Kdysi Biernetova továrna ve Stožci zpracovávala kvalitní a pomalu rostoucí rezonanční dřevo, používané na výrobu hudebních nástrojů. Rašelinné podklady a prameniště Teplé a Studené Vltavy jsou nezanedbatelným rezervoárem kvalitní pitné vody. Ze Stožce lze v době turistické sezóny jet kolem Studené Vltavy historickým parním vláčkem až do Černé v Pošumaví a zpět, třeba kolem Mrtvého luhu řeky Vltavy směrem na Černý Kříž, Novou Pec a dále k Černé v Pošumaví. Jinak je oblast určena pouze pro pěší, či cykloturisty, kde výchozím bodem je právě Stožec.